# Banco de ideas
Un banco de ideas es un sitio web  donde la gente puede intercambiar comentarios, compartir, o discutir nuevas ideas. Algunos bancos de ideas son desarrollados con el propósito de desarrollar nuevos inventos o tecnologías. Muchas corporaciones han instalado bancos internos de ideas para recoger las ideas de sus empleados y mejorar el proceso de innovación de su empresa y así aprovechar la creatividad de sus empleados. Algunos bancos de ideas emplean un sistema de votación para estimar el valor de las ideas. La teoría en la que reposa el concepto de banco de ideas es que si un gran número de personas trabajan en un proyecto o en el desarrollo de una idea, cuando esta se convierta en realidad, se adaptará a la perfección a lo que querían los que participaron en ella.

## Ejemplos
En 2014, la Secretaría Nacional de Educación Superior, Ciencia, Tecnología e Innovación del Ecuador lanzó el primer banco de ideas del país, de forma simultánea en cinco ciudades: Quito, Guayaquil, Cuenca, Portoviejo y Urcuquí. Según declaraciones de René Ramírez Gallegos, el objetivo del mismo es la "utilización de bienes infinitos como el conocimiento, las ideas y la innovación, y dar ese salto cualitativo para tener una economía del conocimiento, en la que se apueste por la ciencia y la tecnología para el desarrollo del país".